# SN 2009cs
SN 2009cs – supernowa typu Ia odkryta 25 marca 2009 roku w galaktyce A141519+1625. W momencie odkrycia miała maksymalną jasność 19,70m.